# Pop Rocks
Pop Rocks est un bonbon, produit depuis 1975 par Zeta Espacial (en). Il est composé de sucre, lactose et d'arômes. Il diffère d'un bonbon dur typique en ce que des bulles de gaz de dioxyde de carbone sous pression sont incrustées à l'intérieur du bonbon, créant une petite réaction d'apparition lorsqu'elle se dissout dans la bouche. Le nom géneral est sucre pétillant. 